# Milledgeville (Tennessee)
Milledgeville é uma cidade  localizada no estado norte-americano de Tennessee, no Condado de Chester e Condado de Hardin e Condado de McNairy.

## Demografia
Segundo o censo norte-americano de 2000, a sua população era de 287 habitantes.
Em 2006, foi estimada uma população de 294, um aumento de 7 (2.4%).

## Geografia
De acordo com o United States Census Bureau tem uma área de
4,2 km², dos quais 4,2 km² cobertos por terra e 0,0 km² cobertos por água. Milledgeville localiza-se a aproximadamente 128 m acima do nível do mar.

## Localidades na vizinhança
O diagrama seguinte representa as localidades num raio de 20 km ao redor de Milledgeville.